# Monasterolo di Savigliano
Monasterolo di Savigliano là một đô thị tại tỉnh Cuneo trong vùng Piedmont của Italia, vị trí cách khoảng 45 km về phía nam của Torino và khoảng 35 km về phía bắc của Cuneo. Tại thời điểm ngày 31 tháng 12 năm 2004, đô thị này có dân số 1.200 người và diện tích là 15.1 km².
Monasterolo di Savigliano giáp các đô thị: Cavallermaggiore, Ruffia, Savigliano và Scarnafigi.
The town originated from a castle built here by Thomas I of Saluzzo in 1241.